# Michael Feldman
Michael Feldeman é um produtor, escritor e criador de séries televisivas estadunidense.

## Prêmios
Já ganhou um Primetime Emmy Award por Programa Infantil Excepcional pela série do Disney Channel That's So Raven.

## Séries

### Já estreadas
- Cory In The House sendo co-produtor executivo, consultante e escritor
- That's So Raven sendo produtor consultor, co-produtor, produtor supervisor e escritor.
- Alchimie como produor associado
- Cursed como co-produtor
- Yes, Dear como co-produtor e escritor
- Odd Man Out como co-produtor
- Boston Common como co-produtor e escritor
- Everybody Loves Raymond como escritor
- The Gregory Hines Show como editor de história e escritor
- Temporarily Yours como escritor
- Aisle Six sendo escritor
- The Brian Benben Show como editor de histórias executivo
- Sonny With A Chance como escritor e produtor executivo[2]
- So Random! como escritor e produtor executivo[3]
- See Dad Run como escritor[4]
- Guidance como produtor executivo e segundo diretor assistente[5]
- Nicky, Ricky, Dicky & Dawn como escritor, diretor e produtor executivo[6]
- Raven's Home como escritor e produtor executivo[7]
- Paging Dr. Freed como escritor e produtor executivo[8]